# Zoë Straub
Zoë Straub, znana jako Zoë (ur. 1 grudnia 1996 w Wiedniu) – austriacka piosenkarka, autorka tekstów i aktorka, reprezentantka Austrii w 61. Konkursie Piosenki Eurowizji w 2016 roku.

## Życiorys

### Dzieciństwo
Zoë Straub urodziła się w rodzinie austriackich muzyków, Christofa oraz Rouminy Straub, tworzących duet Papermoon. Swój pierwszy singiel nagrała w wieku czterech lat. Jako sześciolatka zaśpiewała gościnnie w utworze „Doop Doop (Baby Remix)” duetu. 

### Kariera
W 2007 roku wzięła udział w festiwalu Kiddy Contest, gdzie wykonała swoją wersję utworu Nicole „Engel ohne Flügel”. Uczęszczała przez dziewięć lat do Lycée Français de Vienne.
W 2015 roku brała udział w programie Vorstadtweiber emitowanym przez ORF. W tym samym roku uczestniczyła również w austriackich preselekcjach eurowizyjnych, w których z utworem „Quel filou” zajęła trzecie miejsce. 23 października ukazał się jej debiutancki album studyjny, zatytułowany Debut.
12 lutego 2016 roku wzięła udział w krajowych eliminacjach eurowizyjnych Wer singt für Österreich? – Who sings for Austria? z utworem „Loin d’ici”. Ostatecznie wygrała finał selekcji, dzięki czemu została wybrana na reprezentantkę Austrii w 61. Konkursie Piosenki Eurowizji organizowanym w Sztokholmie. 10 maja wystąpiła w pierwszym półfinale konkursu i z siódmego miejsca zakwalifikowała się do finału. Zajęła w nim trzynaste miejsce z 151 punktami na koncie w tym 120 punktów od telewidzów (8. miejsce) i 31 pkt od jurorów (24. miejsce).
W 2022 aktorka wystąpiła u boku Eryka Kulma w filmie Filip w reżyserii Michała Kwiecińskiego.

### Życie prywatne
Jej partner jest pół-Szwedem.

## Dyskografia
Albumy studyjne
| Rok  | Dane dot. albumu                                                                                       | Najwyższa pozycja na liście | Certyfikat         | Sprzedaż      |
| Rok  | Dane dot. albumu                                                                                       | AUT                         | Certyfikat         | Sprzedaż      |
| ---- | --- | --------------------------- | ------------------ | ------------- |
| 2015 | Debut - Wydany: 23 października 2015 - Wytwórnia: Global Rockstar Music - Format: CD, digital download | 5                           | - AUT: złota płyta | - AUT: 7 500+ |

Single
| Rok                         | Tytuł                    | Najwyższe pozycje na listach | Najwyższe pozycje na listach | Najwyższe pozycje na listach | Album |
| Rok                         | Tytuł                    | AUT                          | FRA                          | SWE                          | Album |
| --------------------------- | ------------------------ | ---------------------------- | ---------------------------- | ---------------------------- | ----- |
| 2015                        | „Quel filou”             | 23                           | –                            | –                            | Debut |
| 2015                        | „Je m’en fous”           | –                            | –                            | –                            | Debut |
| 2015                        | „Mon cœur a trop aimé”   | 12                           | –                            | –                            | Debut |
| 2016                        | „Loin d’ici”             | 13                           | 99                           | 66                           | Debut |
| 2016                        | „La nuit des merveilles” | –                            | –                            | –                            | –     |
| „–” singel nie był notowany |                          |                              |                              |                              |       |